# Xã Sumner, Quận Phillips, Kansas
Xã Sumner (tiếng Anh: Sumner Township) là một xã thuộc quận Phillips, tiểu bang Kansas, Hoa Kỳ. Năm 2010, dân số của xã này là 48 người.